# 安田淳一
安田 淳一（やすだ じゅんいち、1967年2月16日 - ）は、日本の映画監督、プロデューサー、脚本家、米農家。

## 人物
大阪経済大学在学中から映像制作業を開始し、卒業後は様々な仕事を経て、映画製作を実施。
『拳銃と目玉焼』で、オリジナル映画作品監督デビュー。それ以前から企画・イベントムービー等の制作を行っていた。
2017年、米作りを取り巻く問題点にも触れた2作目『ごはん』は、日本映画史上最も美しく水田風景を描き、最もリアルに現代の米作農家を描いた米作りエンタテイメントムービーとしてリリース。38か月続くロングヒット作となった。
2023年、父の逝去により、米作り農家を継ぎ、米農家と映画監督の兼業の生活をしている。
シネマ・ロサでの単館上映から始まった新作『侍タイムスリッパー』が、全国300館以上で上映される異例の大ヒット公開がされた。安田監督が、脚本、原作など1人11役を務めたオリジナル作品で、会津藩士の武士が時代劇撮影所にタイムスリップして「斬られ役」として現代を生きる姿を描いた。
田植えと稲刈りの時期を外して撮影した本作には、江戸時代から現代にタイムスリップした侍が、白米を見て驚くシーンがあり、監督が自ら育てた米を炊いて撮影している。本作はシネマ・ロサでの上映からスタートし、全国展開した点が共通することから、映画ファンからは上田慎一郎監督作品である「カメ止めの再来」とも騒がれており、安田監督自身も『カメラを止めるな!』のストーリーテリングや展開方法から影響を受け、リスペクトする形で本作を制作していることを公言している。

## 来歴
- 1967年、京都府生まれ
- 2007年、ショートムービー「SECRET PLAN」で、横浜映像天国 審査員賞、観客賞を受賞[5][6]。
- 2014年、自主映画『拳銃と目玉焼』で、オリジナル映画監督デビュー。宣伝配給を行う未来映画社を設立。
- 2023年、父親の逝去を機に、米作り農家を継ぐ。
- 2024年、映画『侍タイムスリッパー』で、2024年度新藤兼人賞 銀賞と第37回日刊スポーツ映画大賞・石原裕次郎賞 監督賞を受賞[7][8]。
- 2025年、映画『侍タイムスリッパー』で、第48回日本アカデミー賞 最優秀作品賞、最優秀編集賞、優秀監督賞、優秀脚本賞、優秀撮影賞、優秀照明賞を受賞[9][10]、おおさかシネマフェスティバル2025 監督賞を受賞[11]、第44回藤本賞  奨励賞を受賞した[12]。

## 作品

### 主な監督作品
未来映画社作品
- 拳銃と目玉焼（2014年） - 監督・脚本・撮影・照明・編集
- ごはん（2017年） - 監督・脚本・撮影・照明・編集
- 侍タイムスリッパー（2024年） - 監督・脚本・撮影・照明・編集

未来映画社以外
- 新世界歌謡道（2006年、森千紗花事務所）[注 1]
  - 新世界歌謡道パートII（2014年、森千紗花事務所）[14]
- ある日、突然。ある阿呆な男の物語（2016年）

### 監督以外での参加作品
- Wende（ヴェンデ）〜光と水のエネルギー〜（2022年、Wende製作委員会） - 撮影・録音[15]
  - Wende2〜未来へのアプローチ〜（2024年、Wende製作委員会） - 撮影・録音[16]
- ネペンテスの森（2022年） - 監修・撮影・編集[17]
- 華の季節（とき）（2023年） - 監修・撮影監督[18]

短編映画
- 想いのこり（2018年） - 撮影・編集
- アナログ・タイムス（2019年） - 企画・照明 ※未来映画社GO NEXT PROJECT